# Trophis
Trophis es un género con 37 especies de plantas de flores pertenecientes a la familia  Moraceae, son nativos del este de Asia.

## Especies seleccionadas
| - Trophis aculeata - Trophis americana - Trophis anthropophagorum - Trophis aspera - Trophis aurantiaca - Trophis borbonica - Trophis branderhorstii - Trophis brasiliensis - Trophis caucana - Trophis chiapensis - Trophis chorizantha - Trophis cochinchinensis | - Trophis coccinea - Trophis cordata - Trophis cuspidata - Trophis drupacea - Trophis fruticosa - Trophis glabrata - Trophis heyneana - Trophis hilariana - Trophis involucrata - Trophis laurifolia - Trophis macrostachya - Trophis matudai | - Trophis mexicana - Trophis montana - Trophis noraminervae - Trophis nubium - Trophis opaca - Trophis philippinensis - Trophis racemosa (L.) Urb. - ramón de Cuba - Trophis ramon - Trophis scandens - Trophis spinosa - Trophis taxiformis - Trophis taxoides - Trophis zeylanica |